# Трон Людовизи
«Трон Людовизи» итал. Trono Ludovisi — условное название выдающегося произведения античного искусства периода ранней классики, или строгого стиля (490—450 гг. до н. э.). Одно из главных сокровищ экспозиции Национального музея в Палаццо Альтемпс в Риме, где хранится коллекция произведений античного искусства семьи Людовизи. Атрибуции этого произведения спорны, большинство специалистов склоняется к тому, что оно было создано греческим мастером, работавшим в Италии, возможно неоаттической школы. По иной версии, это произведение начала V века до н. э. ионийского происхождения.

## История открытия и экспонирования
Памятник был найден в 1887 году на территории бывших Садов Саллюстия — при перестройке римской виллы Людовизи. (Там же в различное время были найдены другие знаменитые античные произведения: Ваза Боргезе, Умирающий галл, Галл Людовизи, Гермафродит Боргезе, Группа Сан-Ильдефонсо и другие). Рельефы «трона» стали частью коллекции семьи Людовизи, размещённой в разных дворцах, однако в 1894 году семья из-за финансовых трудностей продала своё собрание государству. В 1982 году Министерство культурного наследия Италии выкупило Палаццо Альтемс в центре города близ Площади Навона для его реставрации и последующего размещения экспозиции Национального римского музея. Согласно планам реформирования Национального музея старые фамильные коллекции крупнейших собирателей античного искусства должны были быть по возможности восстановлены в родных особняках, одним из которых стало Палаццо Альтемпс.

## Композиция
Слово «трон» возникло благодаря долгое время бытовавшему в науке мнению, что этот мраморный блок составлял основание трона. Позднее это мнение было отвергнуто. Существует мнение, что блок был частью алтаря. В 1982 году было выдвинуто предположение, что этот памятник может восходить к недавно открытому храму в Марасе (что близ Локри в Калабрии) — ионическому храму Афродиты, который был перестроен жителями города Локры Эпизефирские как раз около 480-х гг. до н. э.  По размеру трон соответствует блокам, сохранившимся в этом храме (возможно, он использовался как парапет бофроса), а по стилю — терракотовым вотивным табличкам (пинакам) оттуда. В этом случае объект мог быть привезён в Рим после завоевания Южной Италии римлянами в 241 г. до н. э.
Его центральная часть, как считается, изображает сцену подъёма богини Афродиты из волн морских и помогающих ей служанок; а две боковые — обнажённую и закутанную женщин, первая из которых музицирует, вторая совершает жертвоприношение.

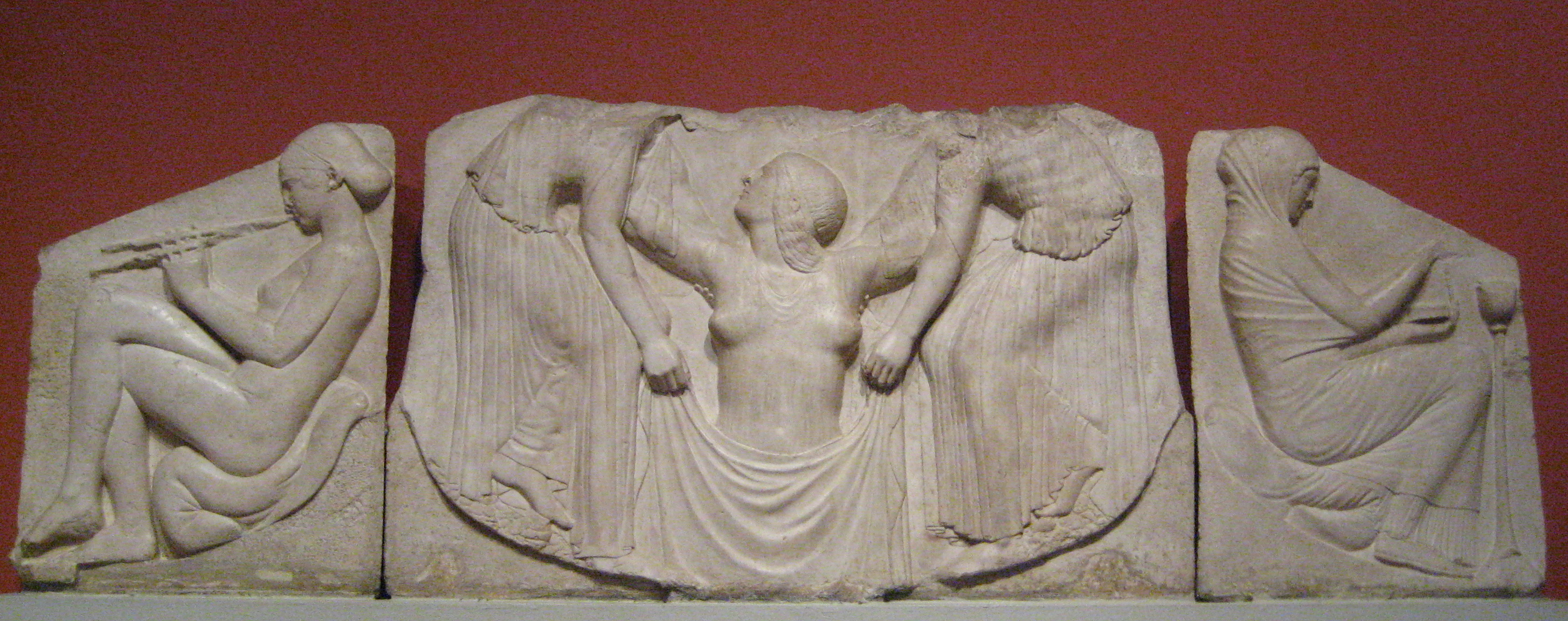
Развертка рельефов трона Людовизи. Гипсовые слепки в ГМИИ им. А. С. Пушкина, Москва

Мраморный блок сильно повреждён — отбита верхняя часть изображения (так называемый «пологий фронтон» в центральном рельефе, а также головы и плечи служанок). Край ноздри у богини слегка отбит, как и самый кончик носа.
- Центральный, самый крупный рельеф (89×142×18 см) по общепринятому мнению, изображает сцену выхода из моря (рождения) богини Афродиты (подробнее см. Афродита Анадиомена). На берегу пенорождённую Афродиту встречают служанки (оры, хариты, у Б. Р. Виппера: мойры).

М. В. Алпатов писал: «Плавным движением, поддерживаемая девушками, поднимается она из воды. Художник не обозначает места действия: только крупная галька под ногами девушек да легкие складки мокрого хитона (будто струйки воды сбегают по телу) дают нам почувствовать, где это все происходит». Левая служанка одета в дорический пеплос, правая — в ионический хитон. В правой ноге левой служанки видят анатомическую ошибку.
- Боковой левый рельеф (84×68×14,5 см) изображает обнажённую женщину (гетеру, «подругу»[9]), играющую на авлосе (двойной флейте). У неё необычная и, видимо, нереалистичная поза — нога на ногу.
- Боковой правый рельеф (88×69×16 см) изображает закутанную в гиматий женщину («матрону», супругу, хозяйку дома, хранительницу семейного очага[9], невесту[10]), совершающую ритуальное возжигание, держа в руках курильницу-фимиатерион.

## Стиль
Развёрнутый стилевой анализ и оценку этого шедевра в историко-культурном контексте приводит Б. Р. Виппер: «Неясность темы заложена отчасти в самих рельефах, в той невысказанности жестов, в той тенденции затенить повествование настроением, которую мы уже отметили в рельефах строгого стиля. И действительно, трон Людовизи нисколько не теряет оттого, что мы не уверены в его тематическом содержании. Потому что он даёт такое богатое формальное содержание, такую удивительную мелодику линий, которые вполне поглощают всё внимание зрителя… Есть что-то невыразимо певучее и меланхолическое в лёгких движениях этих существ. Мы не знаем имени автора этих рельефов. Но несомненно, что это был один из величайших волшебников ритма и линии, каких выдвинуло греческое искусство».
Примечательны особенности пластики этого произведения, ставящего его, несмотря на некоторую архаичность, в один ряд с самыми прославленными произведениями античности. Имеется ввиду особенная живописность рельефа: в одних местах фон чуть заглубляется, следуя контуру изображения, в других — плавно выступает, взаимодействуя с объёмами фигур. Кроме того, три рельефа связаны в углах, на стыках нижних частей центральной и боковых плит, остроумным приёмом дугообразно изогнутых «перетекающих линий». Поэтому неясность сценария не только не влияет на художественное впечатление от этого произведения, но и делает незаметными для глаза его утраты.
М. В. Алпатов оценивал это произведение чрезвычайно высоко:
«Композиция рельефа исполнена удивительно ясной гармонии. Нет ни одной резкой, угловатой линии, ни одного грубого движения. Широко раскинув руки и чуть подняв вверх видную в профиль голову, предстает перед зрителем богиня. Склоненные фигуры прислужниц образуют плавный овал, охватывающий изображение Афродиты неспешной музыкой круглящихся линий. Здесь господствуют ниспадающие движения: низко опущенные головы, скользящие очертания рук, вертикальные параллельные линии складок хитонов — все создает ощущение медленного, хочется сказать, нежного движения вниз и к центру.

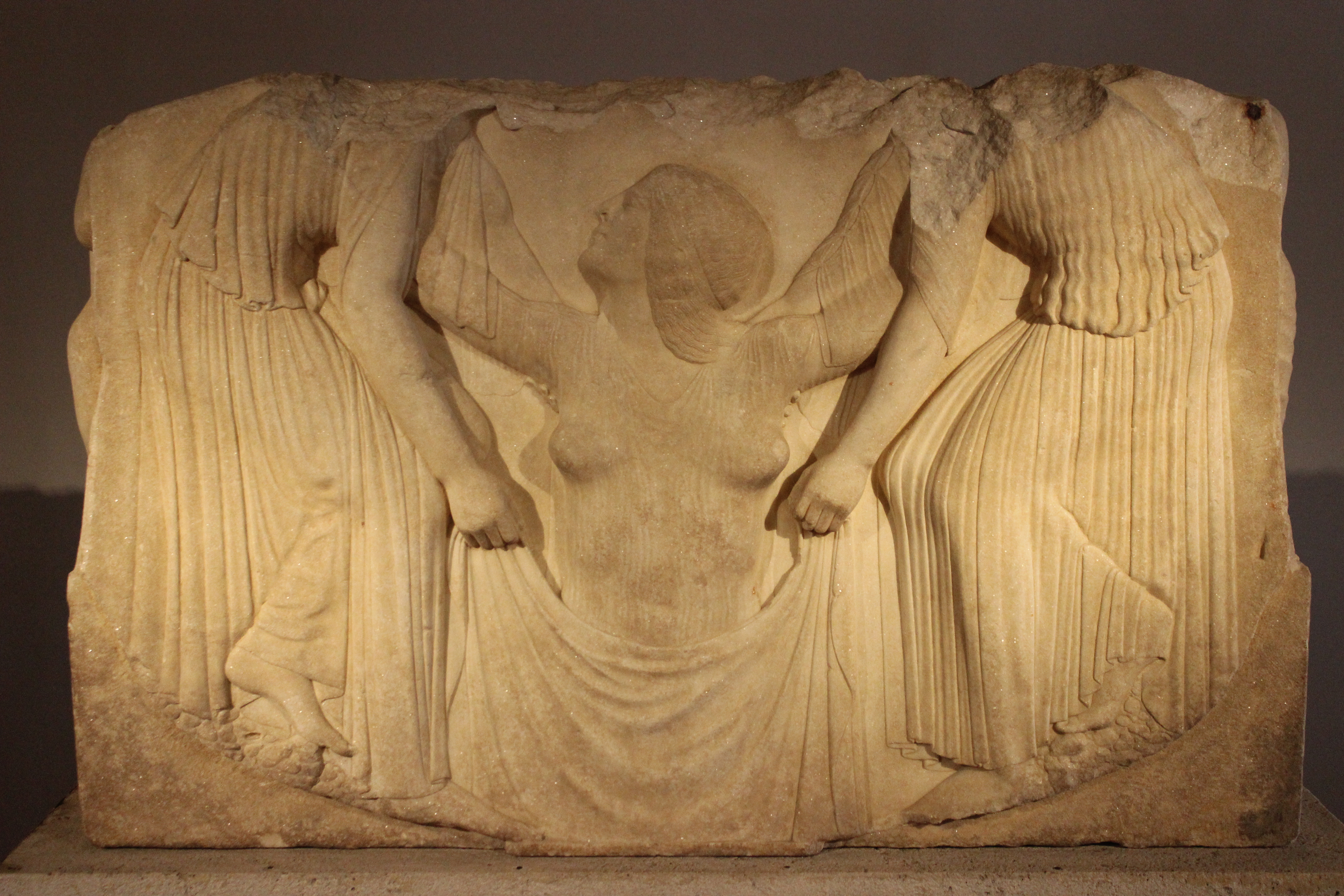

Но тут же возникает и обратный ритм. Покрывало, которое держат коры, ложится самыми резкими во всем рельефе дугообразными складками. Возникает невольная ассоциация с какой-то чашей. И из неё, будто распускающийся цветок, поднимается Афродита. Её гибкий торс, формы которого подчеркнуты складочками мокрого хитона, моделирован мягко, без излишней детализации: обобщенно, но анатомически совершенно свободно. Вообще рельеф необычайно свободен: композиция подчинена строжайшему ритму, но никакой скованности, никакого насилия над изображением во имя формальной отчеканенности построения. Напротив, все движения, все отношения между фигурами предельно непринужденны, что создает ощущение большой легкости. Так, скульптор, чтобы не создавать очень резкого контраста форм, поворачивает голову богини в полный профиль, хотя тело её развернуто в фас. Казалось бы, это должно рождать чувство неудобства, некоторой насильственности. Но у зрителя создается впечатление полного правдоподобия. Афродита повернула голову навстречу одной из своих прислужниц, и этот поворот, подчеркнутый прядями падающих на плечи волос, ритм которых сливается с ритмом складок хитона, так пластически совершенен, что иную гармонию, кажется, и нельзя мыслить.

Лицо Афродиты с ясным взором, очень простым и вместе с тем тонко разработанным профилем — чуть вздрогнула верхняя губа, легко изогнулась линия носа — дышит покоем. Но благодаря тому, что оно устремлено вверх, что внутренним трепетом проникнуты взбегающие линии шеи, волос, головной повязки, мы чувствуем, как встрепенулась эта юная, только что проснувшаяся жизнь, сколько в ней весеннего, радостного приятия мира. Однако в лице, да и во всей композиции нет ни тени беспокойства, никаких тревожных страстей. На репродукции может создаться впечатление, что Афродита как бы раздувает ноздри, вдыхая влажный ветер моря. Это ошибочное впечатление; оно возникает потому, что край ноздри у богини слегка отбит, как и самый кончик носа. Обработка поверхности камня в рельефе также соединяет простоту и сдержанность с уверенной свободой в лепке формы. Мастер может работать и крупными, лаконичными формами и разыгрывать тончайшие нюансы вибрирующих ритмов. Теплого тона мрамор, чуть просвечивающий, передает живую трепетность плоти. Вместе с тем здесь нет стремления создать обманывающую глаз иллюзию живого тела. Греческий скульптор в совершенстве владеет способностью претворять материал в образ и при этом дает почувствовать, что перед нами мрамор — создание человеческих рук.

Трон Людовизи проникнут высоким чувством гармонии, одновременно и глубоко простой, почти интимной в своей живой человечности, и полной поистине божественного совершенства. Некогда, в Древнем Египте, не только боги наделялись сверхчеловеческой мощью, божественными представали и властители, недвижные, неподвластные времени, чуждые всякому живому человеческому чувству. Теперь божество обретает живые человеческие черты. При всем гармоническом совершенстве и композиции и образа небожительницы Афродита на троне Людовизи — юная девушка, исполненная радостного приятия мира, который она впервые видит.

Изображено событие; быстротекущее время вошло в поле зрения и художника, после того как мудрец Гераклит произнес своё знаменитое „Все течет…“. Ведь изображено рождение, начало жизни. И недаром древняя богиня продолжения рода, плодоносящей силы природы приняла здесь глубоко человечный облик богини любви. Совершенство классики Древней Эллады имеет своим источником впервые открытое греками гуманистическое восприятие мира. Греки увидели человека в его живой красоте, в счастливой гармонии с действительностью и обожествили этого идеального человека: боги греков — совершеннейшее воплощение всех человеческих достоинств. В середине V века до нашей эры расцветают искусства — это пора великих греческих трагиков, прославленных скульпторов — Мирона, Поликлета, Фидия, это время создания величайших произведений зодчества, развития новой науки — время Демокрита и Эвклида. И вместе с тем здесь ещё жив дух наивного и поэтичного народного сказания — мифа, в котором люди осмысляли тогда мир, жизнь и самих себя.

Впервые человек почувствовал радость жить, наслаждаться жизнью, впервые осознал он свою красоту. И эта ранняя весна человеческого духа воплотилась в лучших созданиях художественного гения греков, среди которых и такой образец высокой пластической поэзии, как трон Людовизи».
Данная иконография не является типичной для сюжета об Афродите Анадиомене. Исследователи пишут: «миф о рождении из морских волн отражает древнее хтоническое происхождение Афродиты, но постепенно архаическая богиня стихии превращается в кокетливую и игривую покровительницу любви и красоты. Начало изменения трактовки образа богини отражено в рельефе „Трона Людовизи“».
Две женщины, «гетера» и «матрона», изображённые на боковых сторонах, по мнению некоторых исследователей, представляют как бы две ипостаси богини Афродиты (то есть любви) или образы служения богине. «Сакральный момент появления богини из воды будто сопровождается» музицированием и жертвоприношением, которые совершают эти две женщины.

## Сомнительность памятника
Аналогичных изображений Рождения Афродиты в античном искусстве нет. Из-за единичности трактовки сюжета в античном искусстве возникли сомнения в подлинности памятника.
Выходом из данной ситуации является предположение, что на Троне проиллюстрирован другой миф. По альтернативному мнению, здесь может быть изображена:
- какая-либо хтоническая богиня, например, Персефона, которая поднимается из земной расщелины[13]
- Пандора, которая сходным образом изображается в античной вазописи
- Гера, которая купалась в водах ради своего омоложения[14]

Кроме того, необычно изображение обнаженной гетеры в искусстве этого периода: ню в это время встречается только в вазописи, причем редко. Таким образом, рельеф с обнаженной женщиной оказывается более ранним, чем «Афродита Книдская» Праксителя — согласно античным источникам, первой скульптуры обнаженной женщины (350—330 гг. до н. э.).
Критикуются и погрешности в анатомии изображенных фигур.

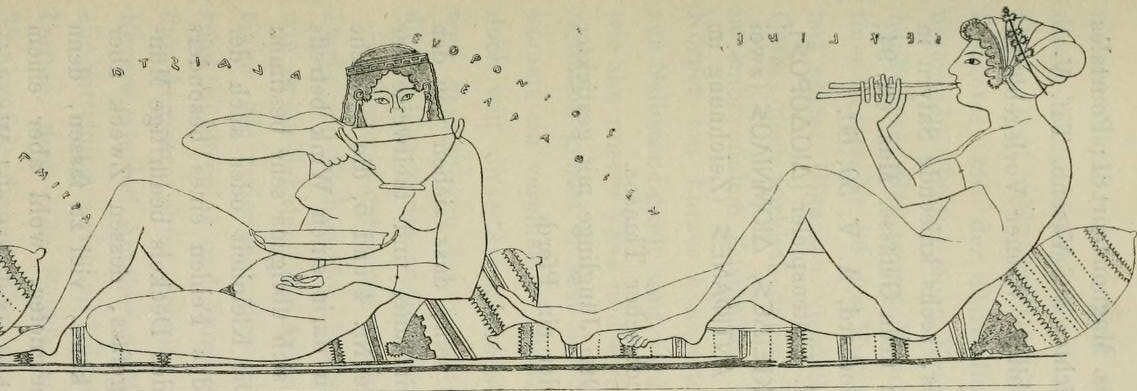
Прорись псиктера в Эрмитаже с фигурой Гетеры

Сомнения в подлинности Трона были суммированы в статье 1996 года Джерома Эйзенберга. В ней, в частности, утверждалось, что фигура гетеры заимствована с псиктера мастера Евфрония (конец VI века, Эрмитаж, колл. Кампана), опубликованного в 1857 году. Его также смущает поза гетеры: он указывает, что лишь намного более поздние древнеримские изображения Пенелопы, скорбящей по Улиссу — единственный пример иконографии в классической скульптуре женщины нога на ногу (как гетера здесь), причем она изображалась полностью одетой. В вазописи Пенелопу в подобной позе можно найти на аттическом краснофигурном скифосе из Кьюзи (ок. 440 г. до н. э.)

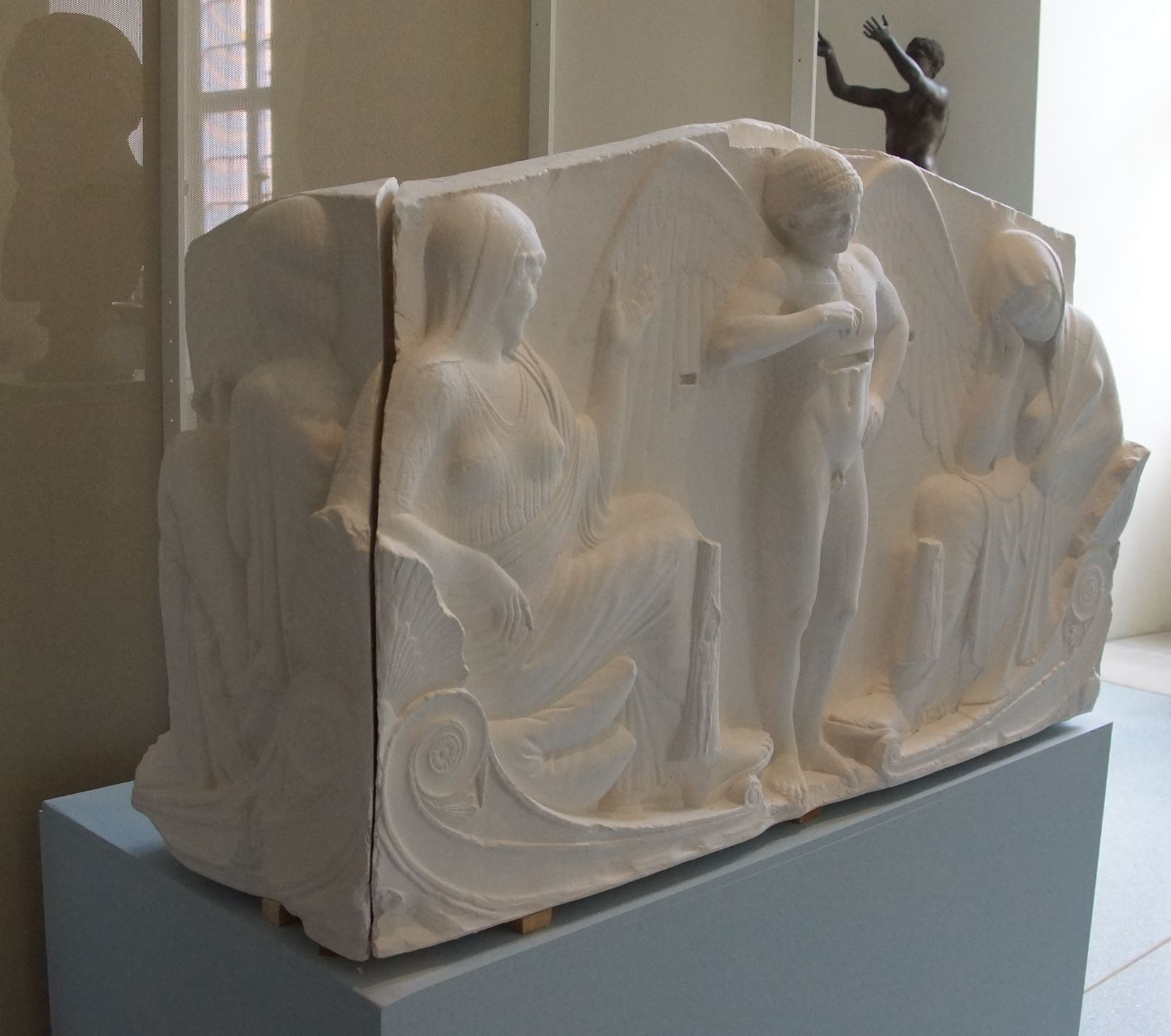
Бостонский трон (некачественный гипсовый слепок)

Существует также менее известный Бостонский трон — другой мраморный блок с рельефами (Музей изящных искусств, Бостон). На его центральной панели предположительно изображен Эрот, судящий спор между Персефоной и Афродитой; а на боковых — сидящие кифаред и старухи. Данный объект впервые появился на художественном рынке в 1894 году и сегодня, считаясь сомнительным произведением, не выставляется в экспозиции. Если это не подделка, то, возможно, римское произведение, изготовленное под пару Трону Людовизи во время его нахождения в Садах Саллюстия. В 1996 году состоялась конференция в Венеции, посвященная сравнению двух этих артефактов. Томас Ховинг, экс-директор Музея Метрополитен, свидетельствует, что по словам одного итальянского арт-дилера, бостонский Трон является работой знаменитого фальсификатора Алкида Доссены. Выдвигаются кандидатуры и на роль автора Трона Людовизи.

## В культуре
Рильке восхищался этим памятником: возможно, поэму «Рождение Венеры» он написал под впечатлением от этого барельефа.